# Junpei Mizobata
Junpei Mizobata (溝端淳平?, Mizobata Junpei; Wakayama, 14 giugno 1989) è un attore giapponese.
Si è fatto conoscere inizialmente attraverso il dorama Hanazakari no kimitachi e, tratto dall'omonimo manga, dove è stato a fianco di Maki Horikita e Shun Oguri. Appare in seguito anche in Akai Ito, ove svolge la parte del protagonista maschile e poi in Buzzer Beat assieme a Tomohisa Yamashita.
Negli ultimi anni si è fatto conoscere soprattutto negli ultimi due film e nella serie televisiva live action dedicati a Detective Conan, dove impersona il ruolo di Shinichi Kudo.

## Filmografia

### Televisione
- 2014: Shitsuren Chocolatier (Fuji TV)
- 2013: Toshi Densetsu no Onna 2 (TV Asahi)
- 2013: 35-sai no Koukousei (NTV)
- 2013: Sodom no Ringo (WOWOW)
- 2012: Toshi Densetsu no Onna (TV Asahi)
- 2012: Meitantei Conan Special Drama - Kudō Shin'ichi Kyōto Shinsengumi satsujin jiken (Yomiuri TV) - Shinichi Kudo
- 2011: Mitsu no Aji ~A Taste Of Honey~ (Fuji TV)
- 2011: Saigo no Kizuna: Okinawa Hikisakareta Kyodai (Fuji TV)
- 2011: Meitantei Conan - Kudō Shin'ichi e no chōsenjō (Yomiuri TV) - Shinichi Kudo
- 2011: BOSS 2
- 2011: Meitantei Conan - Kudō Shin'ichi e no chōsenjō - Kaitori densetsu no nazo (Yomiuri TV) - Shinichi Kudo
- 2011: Akai Yubi ~ Shinzanmono Kaga Yuichiro Futatabi (TBS)
- 2010: Honto ni Atta Kowai Hanashi Sakebu Haibyoin (Fuji TV)
- 2010: Shinzanmono (TBS) - Juhei Matsumiya
- 2010: Shaken BABY! (Fuji TV) - Ryuta Yamaoka
- 2009: Buzzer Beat (Fuji TV) - Shuji Hatano
- 2009: BOSS (Fuji TV) - Ippei Hanagata
- 2008: Akai Ito (Fuji TV) - Atsushi Nishino (A-kun)
- 2008: Hanazakari no kimitachi e SP (Fuji TV) - Kazuma Saga
- 2008: Hachi-One Diver (Fuji TV) - Kentaro Sugata
- 2008: Fukidemono to imoto (TV Asahi)
- 2007: Hanazakari no kimitachi e (Fuji TV) - Kazuma Saga
- 2007: Seito Shokun! (TV Asahi) - Kazuma Kusakabe

### Cinema
- Dive!! (2008)
- Akai ito (film) (2008)
- Harufuwei (2009)
- Nekku (2010)
- Kimi ga odoru, natsu (2010)
- High School Debut (2011)
- Kirin no Tsubasa: Gekijoban Shinzanmono (2012) - Yuhei Matsumiya
- Ogon o daite tobe (2012) - Haruki (fratello minore di Kitagawa)